# Ползуны по скалам
«Ползуны по скалам» (англ. The Cliff Climbers) — роман Майн Рида, написанный им в 1864 году. Продолжение романа «Охотники за растениями». Действие всего романа происходит в закрытой от внешнего мира долине Гималаев, у подножия горы Чомо-Лари.

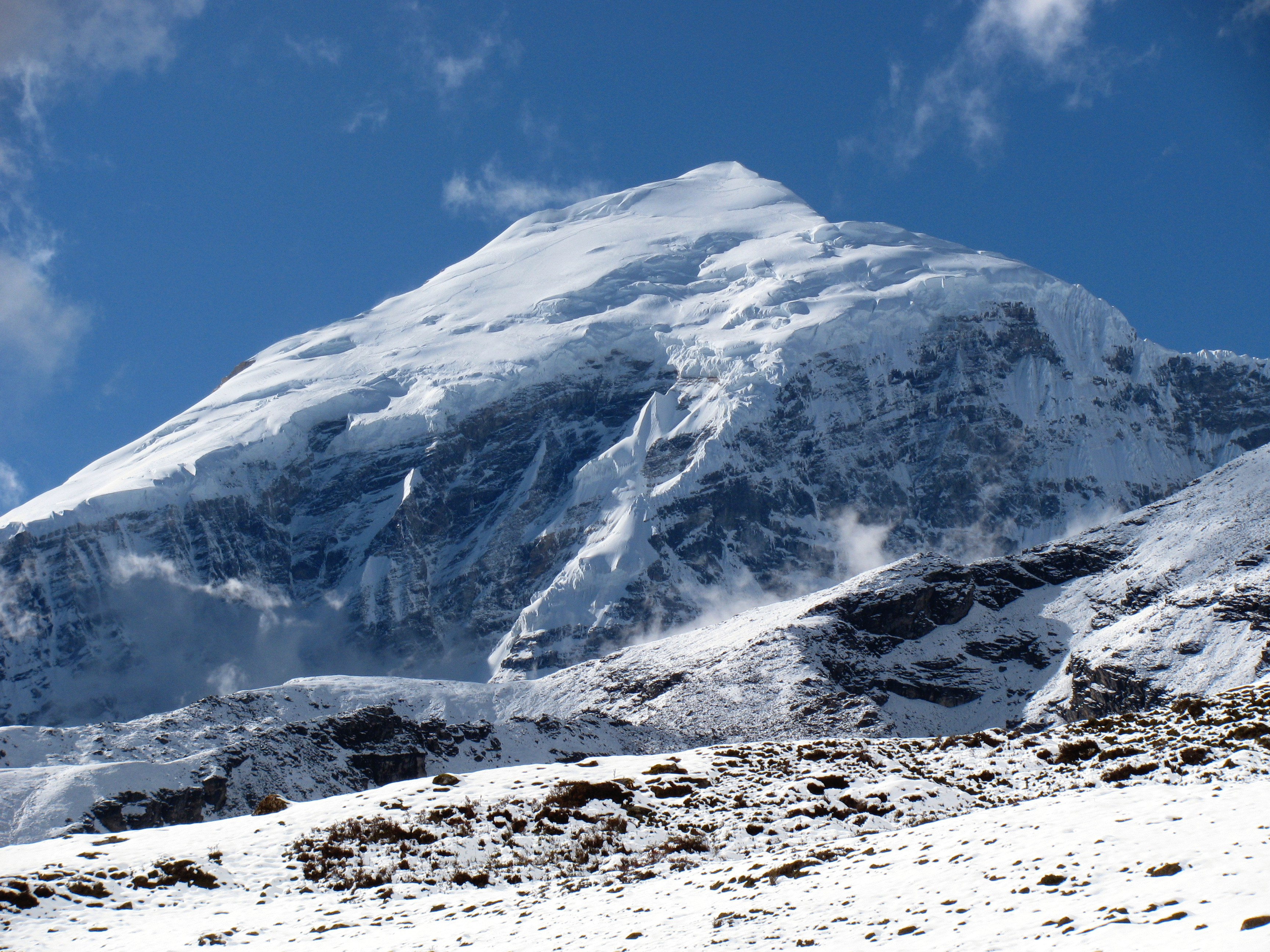
Гора Чомо-Лари (Джомолхари)

## Персонажи романа
Карл Линден, ботаник, политический эмигрант из Баварии, сотрудник ботанического питомника в Лондоне.
Каспар Линден, брат Карла, охотник, отправился вместе с ним в экспедицию. Хозяин пса Фрица.
Оссару, индиец-проводник.

## Краткое содержание
Трое «охотников за растениями» заперты в горной долине в сердце Гималаев. В предыдущем романе герои предприняли безуспешные попытки выбраться из неё по мосту через трещину и пещерными ходами. В этом же они пытаются взобраться на каменную стену, окружающую долину.
Не найдя выхода из долины в медвежьей пещере, охотники уже смиряются с мыслью остаться тут навсегда. Потом им приходит в голову идея взобраться на скалы при помощи деревянных лестниц. Они осматривают скалу. Внезапно работа прерывается появлением свирепого слона-бродяги, который преследует их. Героям всё никак не удаётся одолеть его, только случай избавляет их от слона. Вернувшись к работе, они изготовляют деревянные лестницы, ставят их на уступы каменной стены. Но их замысел проваливается — скалы слишком отвесны. Тогда герои пытаются забросить верёвку на верх скальной стены, используя для этого сначала пойманного орла, затем бумажного змея. Всё безуспешно. Наконец, они даже изготовляют воздушный шар из шкурок угрей и пытаются надуть его горячим воздухом. Однако им не удаётся поднять его в воздух. И вот, когда всякая надежда на избавление уже утрачена, нить к спасению приходит буквально с неба…